# Whistlejacket
Whistlejacket é uma pintura a óleo feita por George Stubbs entre 1761 e 1762. O trabalho representa um cavalo
de corrida. A imensidão da tela, a ausência de fundo e a atenção de Stubbs para com os detalhes da aparência do cavalo conferem à obra uma poderosa presença física. Ela foi descrita pelo The Independent como "um puro-sangue de beleza perfeita".